# Żydowski Komitet Bezpieczeństwa Publicznego
Żydowski Komitet Bezpieczeństwa Publicznego – instytucja utworzona w czasie walk polsko-ukraińskich w 1918 roku we Lwowie, mająca na celu ochronę ludności żydowskiej w mieście.

## Historia
Komitet został utworzony 1 listopada 1918 roku, a jego rozwiązanie nastąpiło 22 listopada, po zwycięstwie Polaków nad Ukraińcami.   
W skład Komitetu weszli: Juliusz Eisler, Aleksander Hausmann, Emil Parnas, Awigdor Gritz i Leon Reich.    
W czasie swojej działalności Komitet ogłosił neutralność wobec konfliktu polsko-ukraińskiego i odrzucił propozycję Ukraińców, by wejść w skład Ukraińskiej Rady Narodowej.
W celu utrzymania porządku w rejonach zamieszkałych przez Żydów we Lwowie (przedmieście Janowskie, Kleparów, Żółkiewskie, oraz ulice: Boimow, Wałowa, Serbska), Komitet utworzył własną milicję, liczącą około 300 osób.  Komendantem milicji został Juliusz Eisler. Formacja ta spotkała się z niechęcią części Żydów, którzy deklarowali współpracę z Polakami we Lwowie. W początkowym okresie istnienia, niektórzy funkcjonariusze milicji sprzyjali, a nawet otwarcie współpracowali z Ukraińcami, co było sprzeczne z deklaracją Komitetu. Pod koniec walk, gdy Polacy zaczęli odnosić sukcesy, ta współpraca ustała. W dużym stopniu była to zasługa faktu znacznego spolonizowania Żydów lwowskich.   